# Lycaena feredayi
Lycaena feredayi is een vlinder uit de familie van de Lycaenidae. De wetenschappelijke naam van de soort is voor het eerst geldig gepubliceerd in 1867 door Henry Walter Bates.

## Synoniemen
- Chrysophanus enysii Butler, 1876